# BRIT Awards 2011
Die BRIT Awards 2011 wurden am 15. Februar 2011 in der Londoner O2 Arena verliehen. Es war das erste Mal, dass die Awards dort verliehen wurden. Vorher wurden sie meist im Earls Court Exhibition Centre verliehen. Die Moderation übernahm James Corden.
Erfolgreichste Künstler mit zwei gewonnenen Preisen waren Tinie Tempah und Arcade Fire. Die meisten Nominierungen mit vier Stück hatte Tinie Tempah.
Der Award wurde in diesem Jahr von Vivienne Westwood gestaltet.
Mit 4,8 Millionen Zuschauern hatte die Preisverleihung das schlechteste Ergebnis seit vier Jahren.

## Liveauftritte
| Künstler                          | Lieder                                       |
| --------------------------------- | -------------------------------------------- |
| Take That                         | Kidz                                         |
| Adele                             | Someone like You                             |
| Rihanna                           | Only Girl (In the World) S&M What’s My Name? |
| Mumford & Sons                    | Timshel                                      |
| Plan B                            | She Said Prayin’                             |
| Arcade Fire                       | Ready to Start                               |
| Tinie Tempah Eric Turner Labrinth | Written in the Stars Miami 2 Ibiza Pass Out  |
| CeeLo Green Paloma Faith          | Forget You                                   |

## Gewinner und Nominierte
| British Album of the Year (präsentiert von Roger Daltrey)                                                                                      | British Single (präsentiert von Alan Carr) |
| --- | --- |
| - Mumford & Sons – Sigh No More - Plan B – The Defamation of Strickland Banks - Take That – Progress - Tinie Tempah – Disc-Overy - The xx – xx | - Tinie Tempah – Pass Out - Alexandra Burke featuring Pitbull – All Night Long - Cheryl Cole – Parachute - Florence + the Machine – You've Got the Love - Matt Cardle – When We Collide - Olly Murs – Please Don't Let Me Go - Plan B – She Said - Scouting for Girls – This Ain't a Love Song - Taio Cruz – Dynamite - The Wanted – All Time Low |
| British Male Solo Artist (präsentiert von Dizzee Rascal)                                                                                       | British Female Solo Artist (präsentiert von Boy George) |
| - Plan B - Mark Ronson - Paul Weller - Robert Plant - Tinie Tempah                                                                             | - Laura Marling - Cheryl Cole - Ellie Goulding - Paloma Faith - Rumer |
| British Group (präsentiert von Dermot O’Leary)                                                                                                 | British Breakthrough Act (präsentiert von Fearne Cotton) |
| - Take That - Biffy Clyro - Gorillaz - Mumford & Sons - The xx                                                                                 | - Tinie Tempah - Ellie Goulding - Mumford & Sons - Rumer - The xx |
| British Producer | International Album (präsentiert von Boris Becker) |
| - Markus Dravs - Ethan Johns - John Leckie - Mike Pela - Stuart Price                                                                          | - Arcade Fire – The Suburbs - CeeLo Green – The Lady Killer - Eminem – Recovery - Katy Perry – Teenage Dream - Kings of Leon – Come Around Sundown |
| International Male Solo Artist (präsentiert von Lewis Hamilton)                                                                                | International Female Solo Artist (präsentiert von Cheryl Cole) |
| - CeeLo Green - Bruce Springsteen - David Guetta - Eminem - Kanye West                                                                         | - Rihanna - Alicia Keys - Katy Perry - Kylie Minogue - Robyn |
| International Group (präsentiert von Simon Le Bon und John Taylor)                                                                             | International Breakthrough Act (präsentiert von Avril Lavigne und Will Young) |
| - Arcade Fire - The Black Eyed Peas - Kings of Leon - The Script - Vampire Weekend                                                             | - Justin Bieber - Bruno Mars - Glee Cast - The National - The Temper Trap |

Critics’ Choice:
(präsentiert von Mark Ronson und Ellie Goulding)
- Jessie J
  - James Blake
  - The Vaccines